# Copperhead (снаряд)
«Ко́пперхед» (Copperhead [ˈkɑːpɚhed] с англ. — «медноголовый щитомордник», войсковой индекс — M712) — американский 155-мм высокоточный кумулятивно-фугасный управляемый снаряд для самоходных и буксируемых ствольных артиллерийских систем, созданный для поражения различных защищённых бронёй стационарных и подвижных целей. Разработан и производился корпорацией Martin Marietta (ныне Lockheed Martin).
Метод наведения на конечном участке полёта — полуактивное лазерное наведение (ПАЛГСН) с подсветкой цели с земли или с борта разведывательно-корректировочного летательного аппарата. Дальность стрельбы этим снарядом составляет от 3 до 16 км.

## История
Разработка
Программа разработки высокоточных артиллерийских систем с самонаводящимися или управляемыми снарядами для нужд армии и других видов вооружённых сил США стартовала в начале 1970-х годов попутно с созданием конвенциональных неядерных и ядерных артиллерийских боеприпасов (например, 203-мм ядерного снаряда XM753, в полтора раза более мощного и в пять раз более точного в сравнении с уже имеющимися). Причиной для разработки управляемых неядерных снарядов и высокоточных неуправляемых ядерных снарядов послужило наращивание присутствия советских танковых сил в Европе. Особенности театра военных действий делали имеющуюся гаубичную артиллерию малоэффективным средством против советских танковых армад. Высокоточная артиллерийская система позволила бы преодолеть этот недостаток и возродить артиллерию, одновременно повысив вероятность поражения единицы бронетехники противника с первого выстрела.

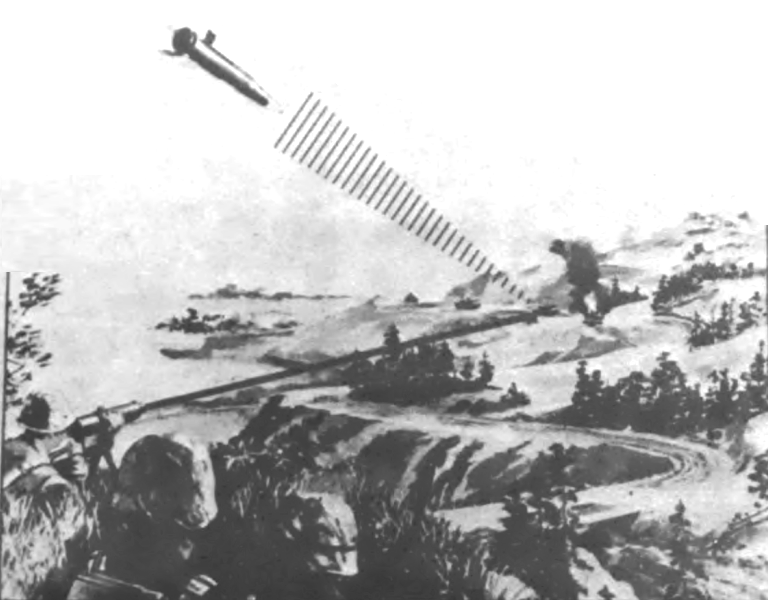
Принцип боевого применения: Передовой наводчик (слева) подсвечивает цель лучом при помощи станции, подлетающий боеприпас ориентируется на отражённый сигнал, фиксирующий пространственное положение цели

Разрабатываемые высокоточные боеприпасы предназначались для поражения точечных целей, танков и бронетехники, различных стационарных объектов, бункеров и фортификационных сооружений. В отборочный тур конкурса вышли пять типов боеприпасов, все пять в той или иной степени реализовали различные технологии наведения на терминальном участке траектории полёта (terminal homing techniques), сочетающие подсветку целей целеуказателем с полуактивной головкой самонаведения, ориентирующейся на сигнал от подсвечиваемой цели:
- УРВП ударных вертолётов,
- управляемый снаряд гаубичной артиллерии,
- неуправляемая ОТР с РГЧ кластерного типа, несущей внутри несколько управляемых ракет малого диаметра,
- управляемая ОТР с моноблочной ГЧ и командной радиолинией с защищённым каналом передачи данных,

все пять с подсветкой цели с земли либо с летательного аппарата.
Общее руководство программой осуществлялось Управлением ракетных войск Армии США (Редстоун, Алабама), в программе были управления вооружения (Рок-Айленд, Иллинойс), электроники (Форт-Монмут, Нью-Джерси), боеприпасов (Пикатинни, Нью-Джерси) и Абердинский научно-исследовательский центр (Абердин, Мэриленд). Свои аванпроекты на рассмотрение армейского командования подали компании:
Texas Instruments,
Hughes Aircraft,
Philco-Ford,
North American Rockwell,
Martin Marietta,
Goodyear Aerospace,
Boeing,
General Dynamics,
Raytheon,
Ling-Temco-Vought,
Sperry Rand,
Singer General Precision
и ряд других.
Проект, прошедший стадию первоначального отбора технических предложений, имел название CLGP (Cannon-Launched Guided Projectile — «артиллерийский управляемый снаряд»). За основу для дальнейшей проработки была взята система наведения снаряда на терминальном участке траектории полёта с подсветкой цели оператором или самолётом целеуказания как более дешёвая и простая в контексте её приборной реализации по сравнению с самонаводящимися вариантами, а также защищённая от помех. В плане выбора конструкции снаряда и двигателя к нему, активно-реактивные варианты и снаряды оснащённые твердотопливным ракетным двигателем были отвергнуты в пользу планирующего оперённого снаряда, обеспечивавшего меньшую дальность стрельбы, но при этом более дешёвого и простого в изготовлении.
Работы велись одновременно по двум направлениям:
- Cannon-Launched Guided Projectile — создание управляемых реактивных снарядов для артиллерийских ствольных систем — гаубиц-пушек;
- Radar Area Correlation — создание систем всепогодной радиолокационной площадной корреляции и подсветки целей передовыми артиллерийскими разведчиками-корректировщиками для наведения управляемых реактивных снарядов повышенной дальности для реактивных систем залпового огня типа перспективной GPRS.

Параллельно с этим велась разработка корабельного пятидюймового (127-мм) и восьмидюймового (203-мм) управляемого снаряда по заказу Управления вооружения флота с максимальной взаимозаменяемостью аэродинамических элементов и деталей ГСН снарядов пехотных артиллерийских систем M712 и снарядов корабельной артиллерии.
Технология лазерной подсветки была разработана в лабораториях компании Texas Instruments в Далласе, штат Техас, в начале 1970-х гг. Проектная документация была затем предоставлена Лаборатории вооружений флота в Дальгрене, штат Виргиния (казённому учреждению на балансе ВМС США), инженеры которой доработали технологию под конкретные армейские артиллерийские системы и запатентовали её в таком виде. Пикатиннский арсенал в Джефферсоне, штат Нью-Джерси, заключил с лабораторией контракт на сумму $650 тыс. на разработку лазерного управляемого снаряда для полевой артиллерии.
Испытания
В рамках программы предварительных стрельбовых испытаний использовалась штатная самоходная гаубица M109A1 с применением наземной станции лазерной подсветки целей GLLD (Ground Laser Locator Designator).. В июле 1975 года, по итогам успешной демонстрации огневых возможностей подразделения, оснащённого боеприпасами с лазерным наведением на полигоне Уайт-Сэндз в Нью-Мексико, подразделение Martin Orlando корпорации Martin Marietta в Орландо, штат Флорида, получило трёхлетний контракт на проведение дальнейших опытно-конструкторских работ, создание серийного образца и подготовку к производству, — результат Martin Marietta по итогам сравнительных испытаний конкурирующих образцов составил семь прямых попаданий из одиннадцати выстрелов по стационарным и движущимся целям на расстоянии от 4 до 7 км, десять выстрелов с подсветкой цели наземной станцией и один выстрел с подсветкой цели с БПЛА (в официальном заявлении для прессы утверждалось, что стрельба велась на расстоянии от 8 до 12 км). Последний выстрел по программе предварительных стрельбовых испытаний был сделан 7 апреля 1976 года. 3 октября 1976 года в ходе контрольных стрельб, снаряд поразил неподвижную мишень типа «танк» (прямое попадание) при подсветке цели с воздуха бортовой станцией беспилотного разведывательно-корректировочного летательного аппарата, оснащённого ТВ-камерой видеосигнал с которой передавался на дисплей пульта наведения оператора. Подсветка цели лазером происходила на конечном (терминальном) участке траектории полёта снаряда. Таким образом, были отработаны действия в связке «воздушная разведка—наземная артиллерия». Последний выстрел контрольных стрельб был сделан ночью по движущейся мишени типа «танк» с подсветкой цели с борта вертолёта и также привёл к прямому попаданию.
|                                                            |                                                                                        |                                                                                     |                                                                                  |
| опытный прототип снаряда CLGP (1975) с хвостовым оперением | эскиз усовершенствованного образца CLGP (1976) с хвостовым оперением и стабилизаторами | переносная станция лазерной подсветки целей GLLD в ходе приёмочных испытаний (1974) | гаубица XM198 из которой проводились опытные стрельбы управляемым снарядом XM712 |

Итоговые стрельбовые испытания в апреле 1984 года завершились с результатом 19 попаданий из 23 выстрелов по стационарным и подвижным мишеням (средняя вероятность попадания ок. 82%).
Иностранные заказчики
В июне 1978 года был заключен двусторонний меморандум о взаимопонимании между США и Великобританией, предусматривавший либо продажу снарядов со скидкой по программе зарубежных военных поставок, либо организацию производства снарядов британской промышленностью. Перед этим был создан совместный американо-германский консорциум в который на равных правах вошли Martin Marietta и Diehl. Британская компания British Aerospace также рассматривала вопрос присоединения к международному консорциуму, но в руководстве компании решили воздержаться от этого шага.
Производство
Первый крупный заказ пришёлся на 1978 год и составил 130 станций подсветки целей GLLD общей стоимостью $27 млн и 3 тыс. снарядов M712 за $56 млн.
В 1981 году с Martin Orlando был заключён контракт на сумму $61,1 млн на производство серийной партии снарядов для Армии США. Вскоре, снаряды добавил в свой арсенал КМП США. Производством взрывчатки и снаряжением боевых частей снарядов занимается Берлингтонский армейский завод боеприпасов в Берлингтоне, штат Айова (казённое учреждение на балансе Армии). Кроме того, в производстве снарядов с самого начала задействованы следующие коммерческие структуры:
- Система управления вектором тяги снаряда — Colt Industries Inc., Chandler-Evans Control Systems Division, Вест-Хартфорд, Коннектикут;
- Предохранительно-исполнительный механизм — United Technologies Corp., Hamilton Standard Division[англ.], Фармингтон, Коннектикут;
- Взрыватель — Honeywell, Inc., Миннеаполис, Миннесота;
- Транспортный контейнер — Lanson Industries, Inc., Колмэн, Алабама.

Оптовая цена (при закупке партией в 7,6 тыс. снарядов) на момент предсерийного производства составляла $24 158 за один снаряд в ценах 1982—1983 гг. Стоимость одного серийного боеприпаса (не считая стоимости боевой части и транспортного контейнера, которые поставлялись и снаряжались отдельно) на момент запуска в крупносерийное производство в 1984 году составляла $29 200. Завод Martin Orlando обеспечивал темпы производства до 700 снарядов в месяц (с работой персонала в одну смену по нормам мирного времени), фактический показатель производства на начальном этапе в среднем не превышал 350 снарядов в месяц (пиковое производство нарастало по мере увеличения заказов), для расширения производства с целью удовлетворения потребностей армии и морской пехоты в управляемых боеприпасах (соотношение армейского заказа к заказу морпехоты в количественном аспекте составляло примерно 2,25:1 соответственно) под выпуск снарядов были приспособлены дополнительные производственные площади и увеличена нагрузка на персонал. За начальный период производства (1981—1985) изготовлено и поставлено заказчикам 15 745 снарядов (из них 5 250 в 1984—1985). В целом на долю M712 приходилось 35% денежных средств из армейского бюджета на закупку артиллерийских боеприпасов.
Замена
На данный момент снаряд снят с производства и с вооружения большинства армий в пользу M982 Excalibur, SMArt 155.

## Описание
Проект высокоточной артиллерийской системы получил название «Copperhead» («змея-медянка»). Copperhead представляет собой оперённый снаряд с хвостовой стабилизацией и оперением, полуактивной лазерной головкой самонаведения, работающей на отражённый сигнал. Copperhead-2 принят на вооружение в 1988 году, наведение комбинированное инфракрасное-лазерное.
Снаряд заряжается в казённик орудия с одноразовыми полимерными буферами поверх его корпуса для более надёжной обтюрации и предотвращения прорыва пороховых газов до того, как снаряд покинет канал ствола. Как только снаряд покидает канал ствола, буфера разлетаются в разные стороны под воздействием силы встречного сопротивления воздуха

GLLD является унифицированной под применение артиллерией трёх видов вооружённых сил:
- 155-мм управляемые снаряды гаубичной артиллерии M712 Copperhead
- 127-мм и 203-мм управляемые снаряды корабельной артиллерии
- снаряды гаубичной артиллерии морской пехоты.

Помимо БПЛА, лазерная станция подсветки целей может размещаться на ударных вертолётах AH-64 и OH-58D, а также на машине передовых артиллерийских наблюдателей M981. Кроме того, функции станции подсветки может выполнять портативный лазерный дальномер-целеуказатель AN/GVS-5. 17 декабря 1984 года состоялись испытания по сопряжению системы вооружения с БПЛА MQM-105, в ходе которых БПЛА успешно облучил цель бортовым лазером.
Эффективность применения снарядов возрастает при построении эшелонированной системы противотанковой обороны, в сочетании с противотанковыми минами и другими инженерными заграждениями.

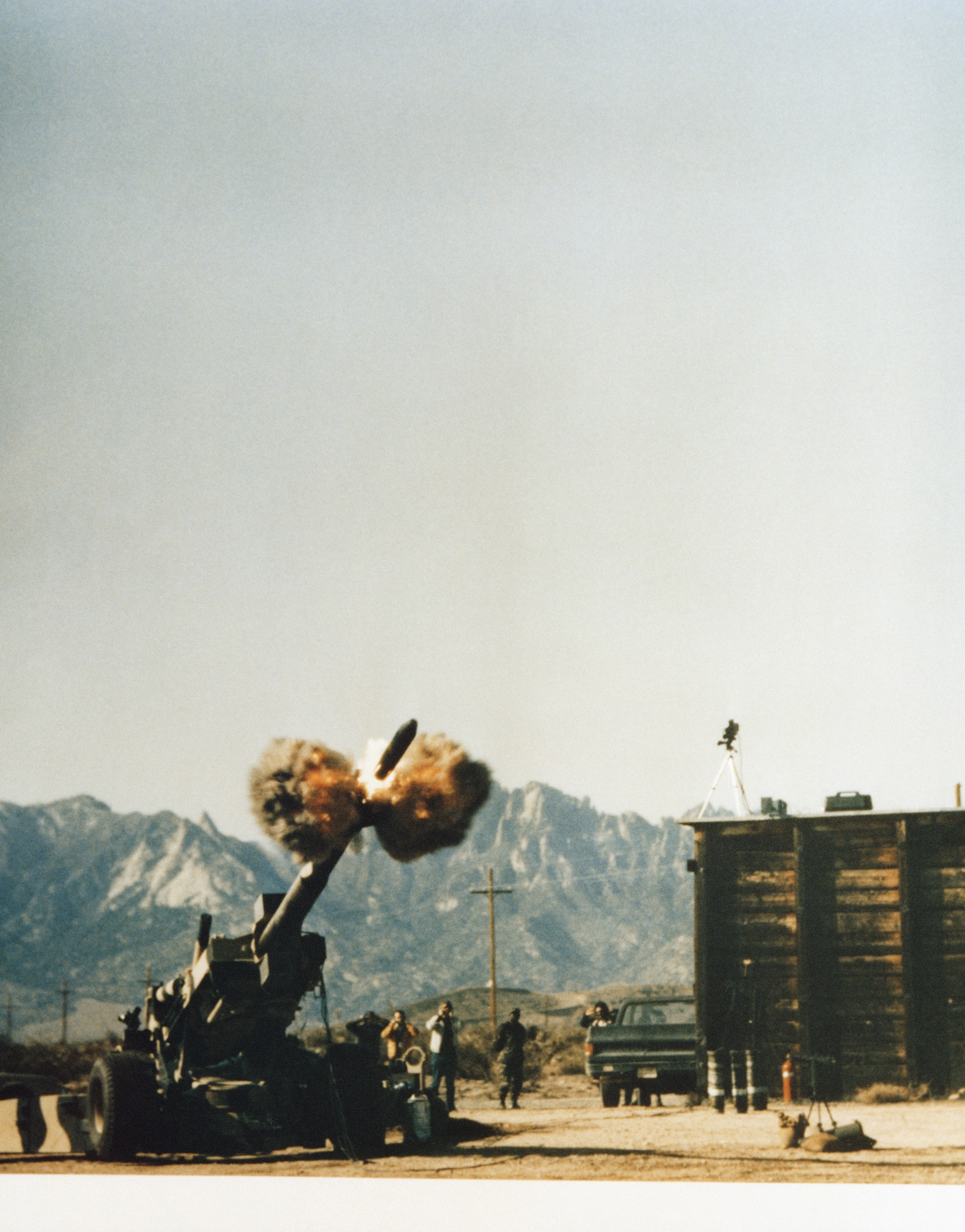
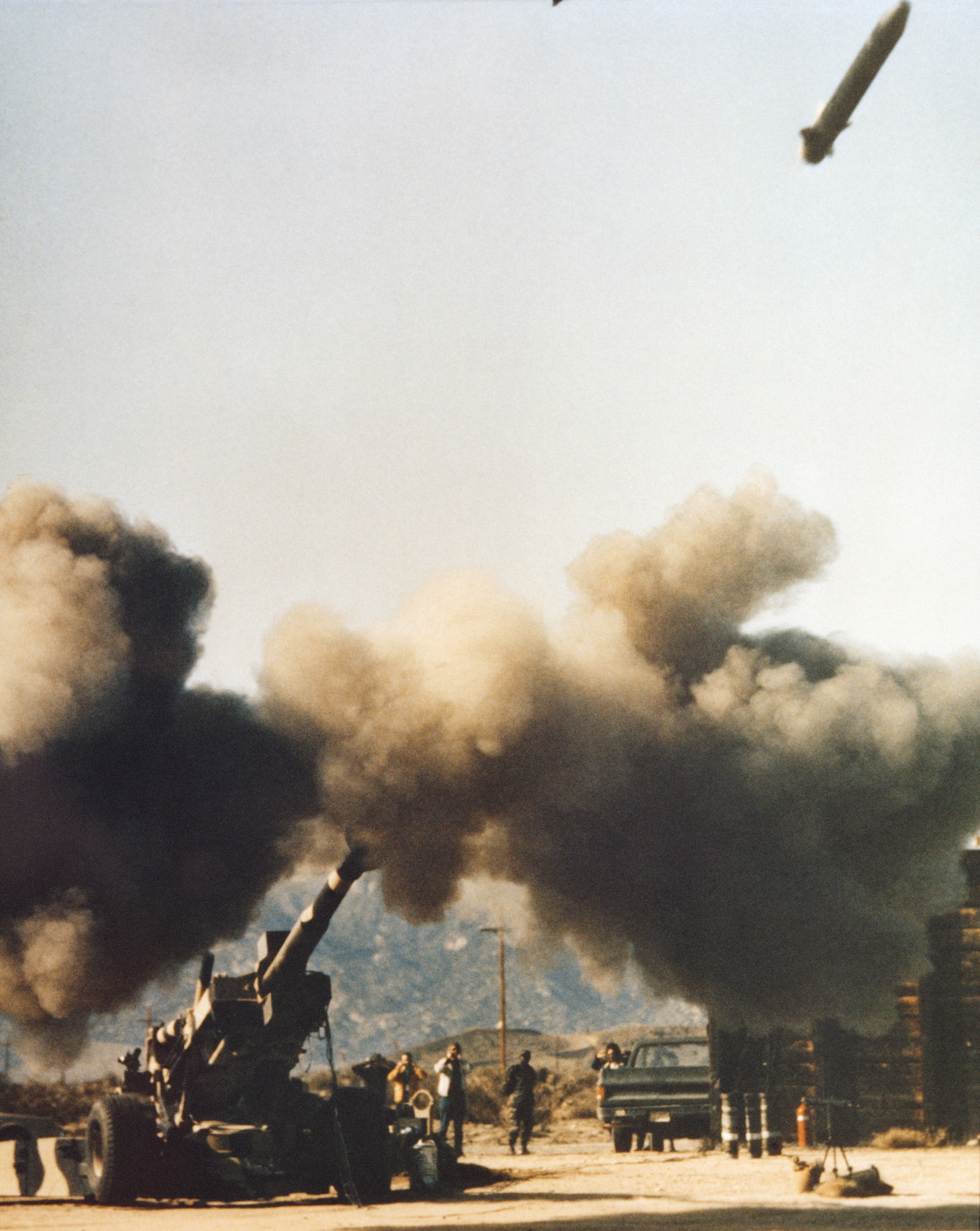
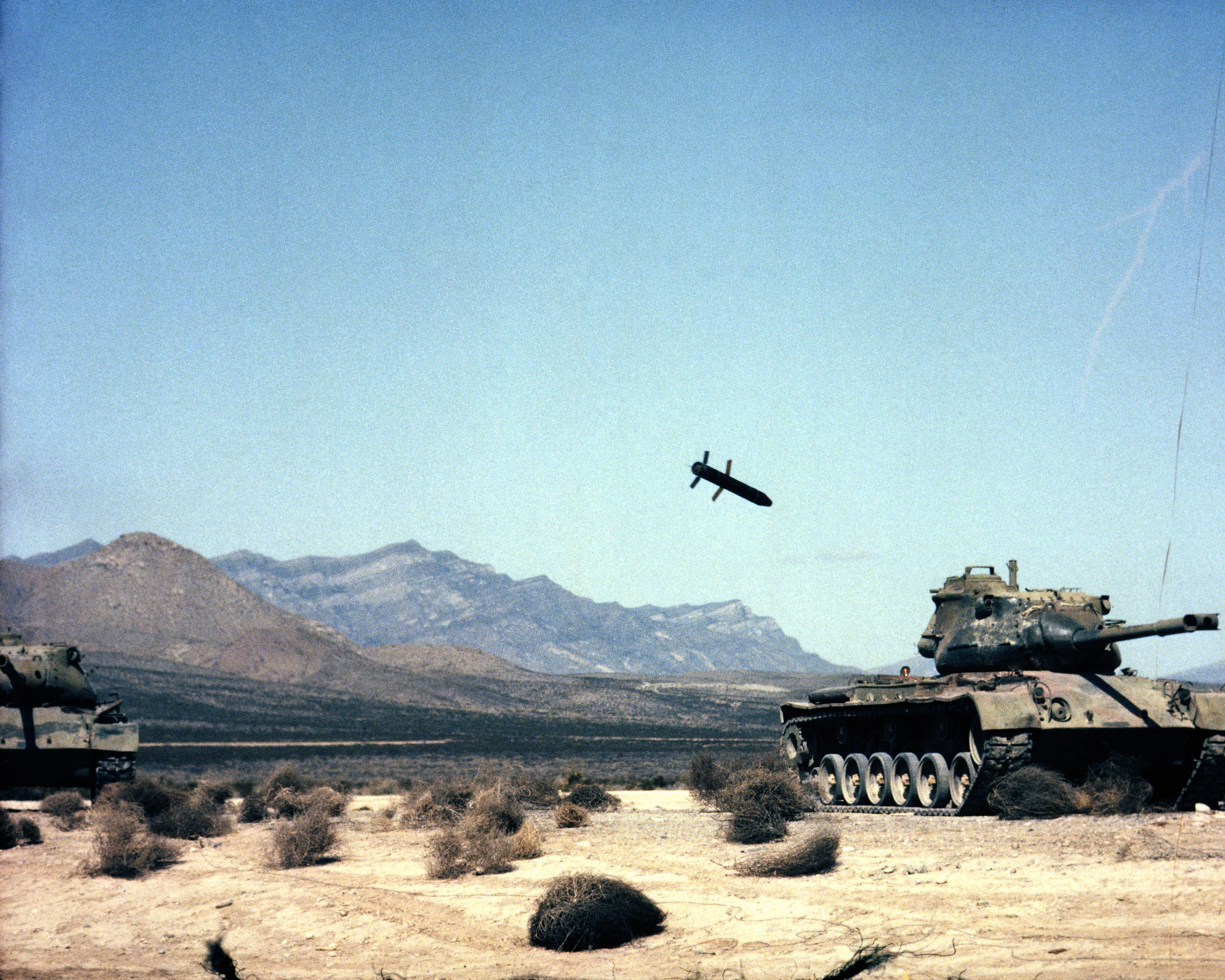
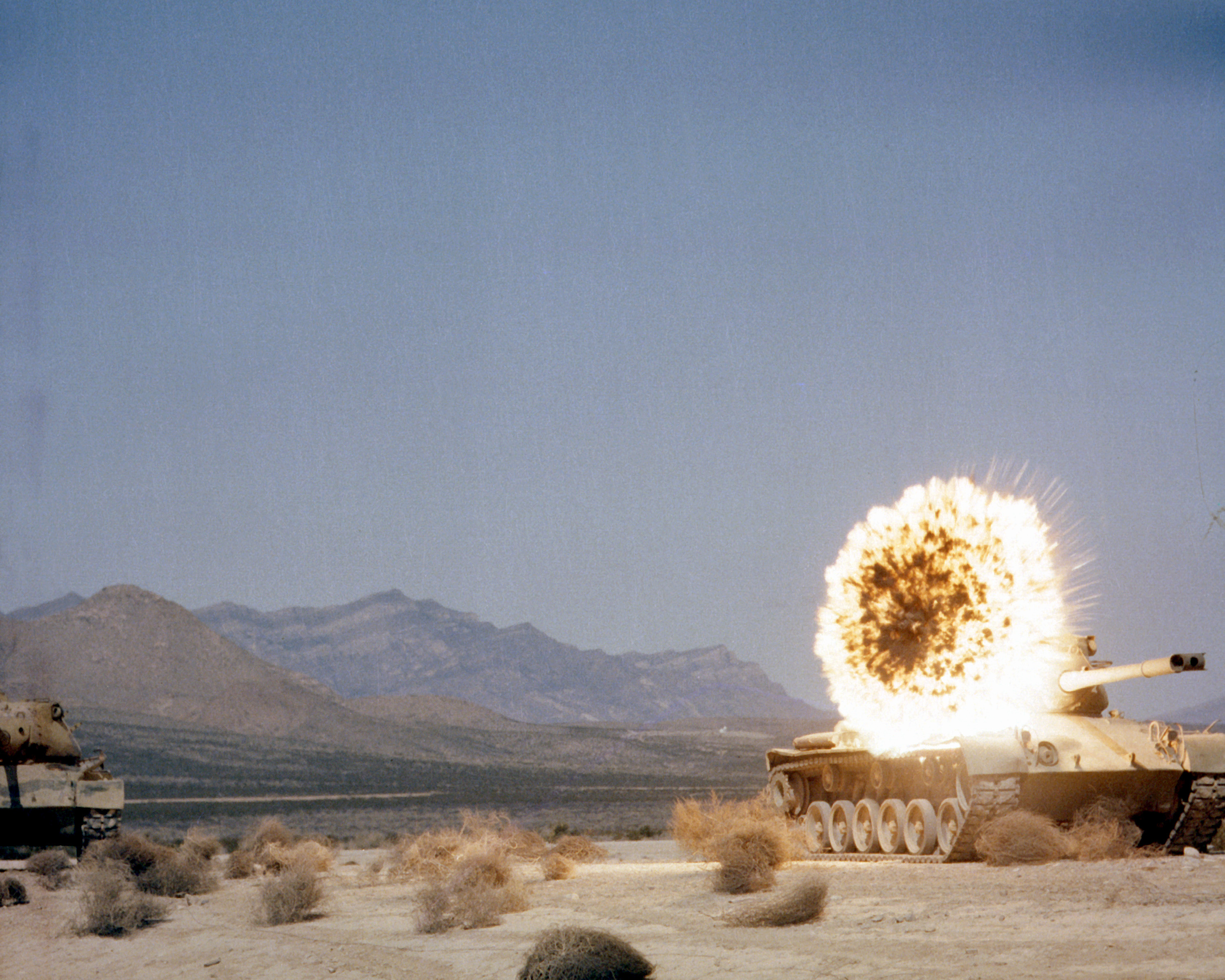
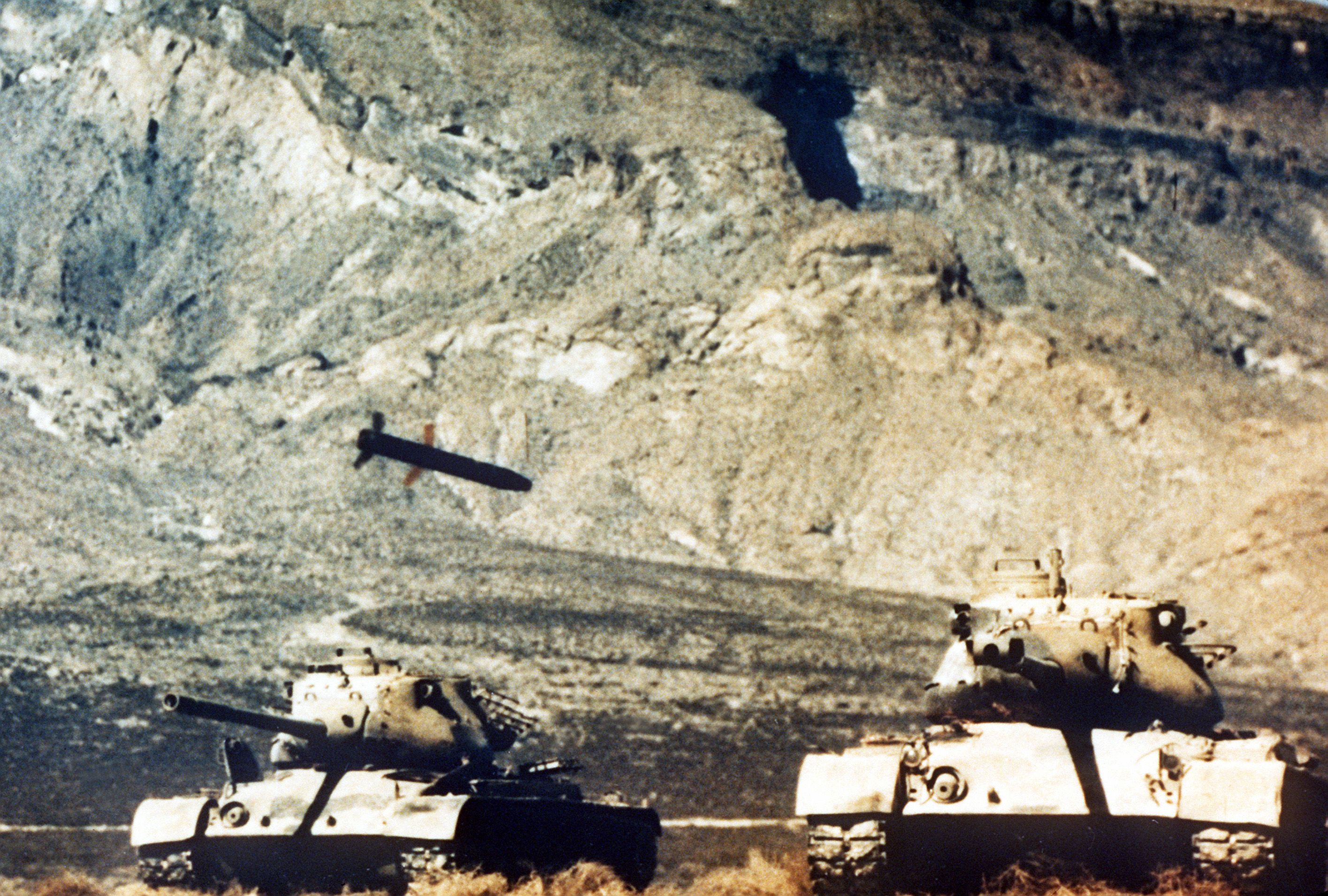
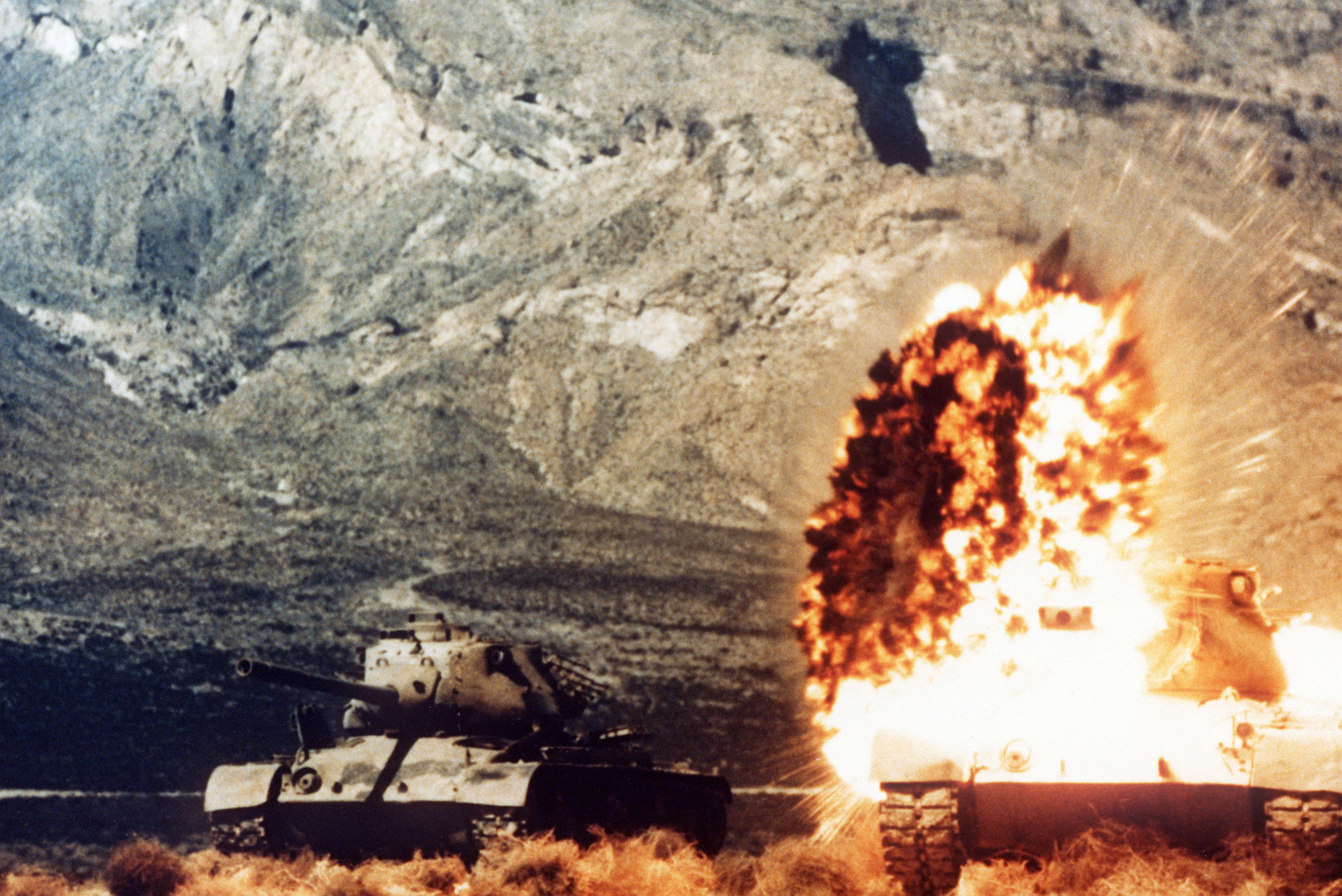

## Унификация
Система предназначена для применения в дневное время суток, хотя GLLD успешно прошла испытания в ночное время суток при помощи подключённого к ней стандартного ночного прицела AN/TAS-4 от ПТРК TOW. Но подсветка целей может осуществляться не только ей. Полный список сопрягаемых станций подсветки выглядит следующим образом:

| Переносные - Hughes Ground Laser Locator Designator (GLLD) - Hughes Laser Target Designator (LTD) - Hughes Modular Universal Laser Equipment (MULE) - Ferranti Laser Target Marker and Ranger (LTMR) Возимые - M901 Improved TOW Vehicle, Emerson Ground/Vehicular Laser Locator Designator (G/VLLD) Авиационные - Lockheed MQM-105 Aquila, ILS laser-target designator - Hughes AH-64 Apache, Martin Marietta Target Acquisition Designation Sight (TADS) | Стрельба снарядом M712 может вестись из следующих артиллерийских систем: - самоходная артиллерийская установка M109A1 - самоходная артиллерийская установка M109A2 - буксируемая гаубица M114 - буксируемая гаубица M198 - буксируемая самодвижущаяся гаубица FH70 - самоходная гаубица SP70 - 152-мм самоходная артиллерийская установка GCT |

## Боевое применение
Впервые 155-мм комплекс «Copperhead» был применён в Ираке[когда?]

.

Поставлен в ВСУ (2024 год)

## Модификации

### SALGP
Для нужд самоходной и буксируемой артиллерии морской пехоты и корабельной артиллерии флота в 1980—1983 гг. был разработан и испытан специальный 127-мм управляемый артиллерийский снаряд SAL-GP (Semi-Active Laser Guided Projectile) использующий головку самонаведения с ПТУРС «Копперхед». Снаряд является противокорабельным, противотанковым и противобункерным боеприпасом и предназначен для поражения широкого спектра целей (в зависимости от типа цели и предполагаемой толщины брони к снаряду пристыковуются различные по мощности и форме заряда БЧ).

## Сравнительная характеристика
| Сравнительная характеристика корректируемых артиллерийских боеприпасов различных стран мира | Сравнительная характеристика корректируемых артиллерийских боеприпасов различных стран мира | Сравнительная характеристика корректируемых артиллерийских боеприпасов различных стран мира | Сравнительная характеристика корректируемых артиллерийских боеприпасов различных стран мира | Сравнительная характеристика корректируемых артиллерийских боеприпасов различных стран мира | Сравнительная характеристика корректируемых артиллерийских боеприпасов различных стран мира | Сравнительная характеристика корректируемых артиллерийских боеприпасов различных стран мира | Сравнительная характеристика корректируемых артиллерийских боеприпасов различных стран мира | Сравнительная характеристика корректируемых артиллерийских боеприпасов различных стран мира |
| Наименование                                                                                | Страна                                                                                      | Изображение                                                                                 | Калибр, мм                                                                                  | Максимальная дальность стрельбы, км                                                         | Тип боевой части                                                                            | Масса взрывчатого вещества, кг                                                              | Длина снаряда, мм                                                                           | Масса снаряда, кг                                                                           |
| ------------------------------------------------------------------------------------------- | ------------------------------------------------------------------------------------------- | ------------------------------------------------------------------------------------------- | ------------------------------------------------------------------------------------------- | ------------------------------------------------------------------------------------------- | ------------------------------------------------------------------------------------------- | ------------------------------------------------------------------------------------------- | ------------------------------------------------------------------------------------------- | ------------------------------------------------------------------------------------------- |
| «Краснополь-М1»                                                                             | Россия                                                                                      |                                                                                             | 152                                                                                         | 25                                                                                          | осколочно-фугасная                                                                          | 9,0                                                                                         | 960                                                                                         | 45,0                                                                                        |
| «Краснополь-М2»                                                                             | Россия                                                                                      |                                                                                             | 155                                                                                         | 25                                                                                          | осколочно-фугасная                                                                          | 11,0                                                                                        | 1200                                                                                        | 54,0                                                                                        |
| «Сантиметр-М»                                                                               | Россия                                                                                      |                                                                                             | 152                                                                                         | 18                                                                                          | осколочно-фугасная                                                                          | 10,0                                                                                        | 861                                                                                         | 41,0                                                                                        |
| «Сантиметр-М1»                                                                              | Россия                                                                                      |                                                                                             | 155                                                                                         | 20                                                                                          | осколочно-фугасная                                                                          | 12,0                                                                                        | 940                                                                                         | 40,9                                                                                        |
| «Квитник»                                                                                   | Украина                                                                                     |                                                                                             | 152/155                                                                                     | 20                                                                                          | осколочно-фугасная                                                                          | 8,0                                                                                         | 1200                                                                                        | 48,0                                                                                        |
| M712 «Copperhead» /«Copperhead-2»                                                           | США                                                                                         |                                                                                             | 155                                                                                         | 16/20                                                                                       | кумулятивно-фугасная                                                                        | 6,7                                                                                         | 1370                                                                                        | 62,0                                                                                        |
| M982 «Excalibur»                                                                            | США / Швеция                                                                                |                                                                                             | 155                                                                                         | 23/40–57                                                                                    | осколочно-фугасная, кассетная                                                               | 5,4                                                                                         | 996                                                                                         | 48,0                                                                                        |
| 1. 2. 3. 4. 5. 6. 7. 8.                                                                     |                                                                                             |                                                                                             |                                                                                             |                                                                                             |                                                                                             |                                                                                             |                                                                                             |                                                                                             |

## Аналоги
- «Грань» — управляемая артиллерийская мина с лазерным наведением, 120 мм.
- «Китолов» — УАС с лазерным наведением, 120 и 122 мм.
- SMArt 155 — кассетный боеприпас с самонаводящимися кассетами.
- ADC (сокр. фр. ArtillerieDirigee Charge) — 155-мм французский снаряд с автономным радиолокационным самонаведением.
- BOSS (сокр. англ. Bofors Optimised Smart Shell) — 155-мм шведский снаряд с автономным радиолокационным самонаведением.